# Qeysarīyeh-ye Vostá
Qeysarīyeh-ye Vostá (persiska: قیصریه وسطی) är en ort i Iran.   Den ligger i provinsen Khuzestan, i den västra delen av landet, 600 km sydväst om huvudstaden Teheran. Qeysarīyeh-ye Vostá ligger 15 meter över havet och antalet invånare är 255.
Terrängen runt Qeysarīyeh-ye Vostá är mycket platt. Runt Qeysarīyeh-ye Vostá är det ganska tätbefolkat, med 139 invånare per kvadratkilometer. Närmaste större samhälle är Hoveyzeh, 10,3 km nordväst om Qeysarīyeh-ye Vostá. Omgivningarna runt Qeysarīyeh-ye Vostá är i huvudsak ett öppet busklandskap.